# Martin Stenzel
Martin Stenzel (Lądek-Zdrój, Polònia, 18 de juny de 1946) va ser un ciclista alemany que va córrer durant els anys 60 del segle xx. Es dedicà al ciclisme en pista. Va prendre part en els Jocs Olímpics de 1968.

## Palmarès
- 1966
  -  Campió d'Alemanya amateur en tàndem (amb Klaus Kobusch)
- 1967
  -  Campió d'Alemanya amateur en tàndem (amb Klaus Kobusch)
- 1968
  -  Campió d'Alemanya amateur en tàndem (amb Klaus Kobusch)